# Giedroyć
Giedroyć, l. mn. Giedroyciowie, ż. (panna) Giedroyciówna, (pani) Giedroyciowa (oboczności: Giedrojć, Giedroyc) – polskie nazwisko pochodzenia litewskiego. Na początku lat 90. XX wieku w Polsce nazwisko Giedroyć nosiły 84 osoby.
- Giedroyć (odmiana Hippocentaurusa) – herb własny Giedroyciów

## Osoby
- Giedroyciowie herbu Hippocentaurus
  - Benedykt Stanisław (fl. 1748–1755) – stolnik wileński
  - Dowmont Franciszek Giedroyć (1860–1944) – polski lekarz dermatolog, historyk medycyny
  - Henryk Giedroyc (1922–2010) – działacz emigracyjny
  - Franciszek Giedroyć (fl. 1757) – oboźny polski litewski, podczaszy wołkowyski
  - Jan Stefan Giedroyć (1730–1803) – biskup żmudzki i inflancko–piltyński
  - Janina Róża Giedroyć-Wawrzynowicz (1902–1995) – polska malarka
  - Jerzy Giedroyc (1906–2000) – polski wydawca, publicysta, polityk i działacz emigracyjny
  - Józef Arnulf Giedroyć (1754–1838) – od 1802 biskup żmudzki
  - Józef Jan Giedroyć (1795–1847) – powstaniec listopadowy
  - Kasper Giedroyć (ok. 1750–1979) – pisarz wielki litewski, kanonik żmudzki
  - Krzysztof Giedroyć (fl. 1755–1793) – podkomorzy wileński, chorąży wileński, stolnik wileński, poseł województwa wileńskiego
  - Leon Dominik Giedroyć (fl. 1733) – elektor Augusta III Sasa
  - Marcjan Giedroyć (zm. 1649) – marszałek Trybunału Głównego Wielkiego Księstwa Litewskiego, sędzia ziemski wileński
  - Marcjan (Marcin) Giedroyć (fl. 1790) – stolnik wileński, sędzia Trybunału Głównego Wielkiego Księstwa Litewskiego
  - Michał Giedroyć (1420–1485) – kanonik Regularny od Pokuty, błogosławiony
  - Michał Giedroyć (1929–2017) – polski historyk emigracyjny
  - Melchior Giedroyć (1536–1608) – biskup żmudzki
  - Romuald Tadeusz Giedroyć (1750–1824) – książę, generał dywizji Królestwa Polskiego
  - Szymon Michał Giedroyć (ok. 1764–1844) – od 1838 biskup żmudzki
  - Tadeusz Giedroyć (1888–1941) – działacz społeczny, senator
- Giedroyć-Jurahowie, właśc. Jurahowie herbu Giedroyć
- Dominika Giedrojć (ur. 1991) – polska piłkarka ręczna
- Roman Giedrojć (1950–2017) – polski polityk, poseł na sejm III kadencji
- Tomasz Giedrojć (ur. 1969) – polski piłkarz